# Sven Wieslander
Sven Wieslander (i riksdagen kallad Wieslander i Ingelstad), född 22 oktober 1828 i Vislanda församling, Kronobergs län, död 26 mars 1914 i Östra Torsås församling, Kronobergs län, var en svensk lantbrukare och politiker.
Wieslander var ledamot av riksdagens andra kammare 1887B–1890, invald i Konga härads valkrets i Kronobergs län. Han tillhörde Lantmannapartiet 1887 och Nya lantmannapartiet 1888–1890.